# Muscoli interspinosi
Nell'anatomia umana i muscoli interspinosi sono un piccolo gruppo di muscoli del dorso.

## Anatomia
I muscoli, dei sottili fasci nervosi, si ritrovano in diverse regioni del corpo:
- Nella zona toracica si trovano fra la prima e la seconda vertebra
- Nella zona cervicale sono 6 coppie
- Nella zona lombare vi sono 4 coppie, e sono le più robuste.